# Зоран Чутура
Зоран Чутура (Загреб, 12. март 1962) бивши је југословенски и хрватски кошаркаш. Играо је на позицији крила.

## Клупска каријера
Каријеру је почео у Индустромонтажи, након чега одлази у Цибону где проводи своје најбоље године, и са њима осваја две титуле Европског првака. 1993. године одлази у Сплит где је завршио каријеру 1995. године.

## Репрезентација
Са репрезентацијом Југославије наступао је између 1985. и 1990. Освојио је сребрну медаљу на Олимпијским играма 1988. у Сеулу, злата на Европском првенству 1989. и Светском првенству 1990. и бронзу на Светском првенству 1986.

## Клупски трофеји
- Првенство Југославије (3): 1982, 1984, 1985.
- Куп Југославије (5): 1982, 1983, 1985, 1986, 1988.
- Куп Европских шампиона (2): 1985, 1986.
- Куп победника купова (2): 1982, 1987.
- Куп Хрватске (1): 1994.